# Проктологія
Проктоло́гія — наука, яка вивчає хвороби та методи лікування товстої кишки та відхідника, а також параректальної ділянки.
Проктолог — лікар, який лікує проктологічні захворювання.

## Хвороби, що вивчає та лікує проктологія
Проктологія вивчає майже всі хвороби товстого кишечника та анального отвору. Це можуть бути:
1. Геморой (гострий, хронічний);
2. Проктит та парапроктит;
3. Коліти;
4. Пухлини товстої кишки, анального отвору;
5. Синдром подразненого шлунка;
6. Тріщина анального отвору
7. Ректоцеле
8. Нориці
9. Випадіння прямої кишки
10. Травматичні ушкодження прямої кишки, та дистальних відділів товстої кишки

Найчастішим проктологічним захворюванням вважається геморой.

### Симптоми, які свідчать про наявність проктологічних захворювань
1. Запори;
2. Відчуття будь-якого дискомфорту в області прямої кишки;
3. Виділення під час дефекації (слизу, гною, крові тощо);
4. Біль у ділянці прямої кишки;
5. Свербіж в анальному отворі тощо.

Іноді можливі симптоми загальної інтоксикації (підвищення температури, слабкість тощо) і загальні симптоми порушення шлунково-кишкового тракту (запори, діарея, біль у животі, здуття, метеоризм тощо). Також можливі випадки відсутності симптоматики, що, однак, може бути викликане новоутвореннями товстої кишки та анального каналу.

## Методи діагностики
- Анамнез
- Зовнішній огляд пацієнта
- Ректальне пальцеве обстеження, огляд промежини та періанальної області
- Аноскопія (огляд анального отвору у дзеркалі)
- Ректаноскопія (огляд прямої кишки та кінцевих отворів сигмоподібної кишки)
- УЗД черевної порожнини

## Ефективність таких методів
Такі методи діагностики є досить простими, безболісними, але ефективними. Вони дозволяють лікарю візуально побачити проблеми різних відділів товстого кишечника і визначити хворобу. І сьогодні лікування проктологічних захворювань прогресивніше — більшість із них можна вилікувати амбулаторно, тоді як раніше — лише стаціонарно. Також сучасні методи діагностики дозволяють вчасно виявити поліпи та злоякісні пухлини товстої кишки, анального отвору і вчасно та успішно вилікувати їх.